# Château de Saint-Germain (Montjovet)
Pour les articles homonymes, voir Château Saint-Germain.
Le château de Saint-Germain, ou localement la tour Saint-Germain, est un château valdôtain situé en localité Saint-Germain sur la commune de Montjovet.

## Description
La tour Saint-Germain se dresse à 656 mètres d'altitude à pic sur les gorges de Montjovet creusées par la Doire baltée, sur un promontoire rocheux dénommé Mons Jovis, le « Mont de Jupiter », à l'époque romaine, côtoyé aujourd'hui par le trait de la RN26 connue comme Montjovette. Il est l'un des châteaux valdôtains les plus stratégiques avec le fort de Bard et le Châtel-Argent, permettant de contrôler le passage dans la vallée. Il se trouve à mi-chemin entre Verrès et Saint-Vincent, en liaison visuelle avec la tour Chenal.
Il est aujourd'hui en ruines.

## Architecture
Le château de Saint-Germain présente la structure typiques de châteaux valdôtains primitifs, avec un donjon central mesurant 19 mètres de haut et 6 mètres de long. Les autres corps de bâtiment ont été ajoutés par la suite.
L'accès se faisait du côté nord.

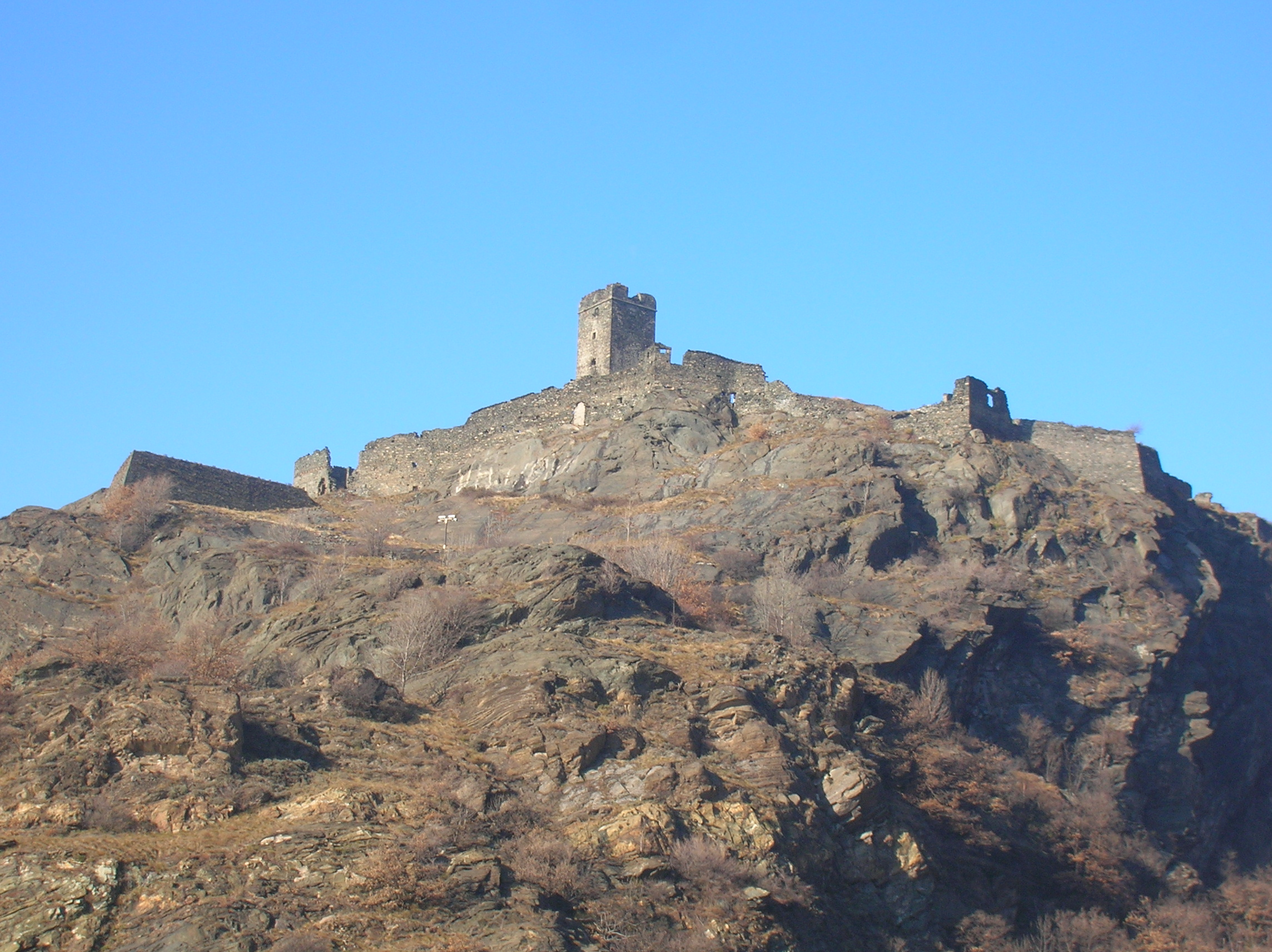
Le côté sud.

Les murs d'enceinte, mesurant 200 mètres de périmètre, montrent des fenêtres et des arcs en pierre d'époque médiévale, tandis que les décorations remontent au XVIe siècle. Amédée VIII a ordonné la construction d'un bastion en style renaissance sur le côté nord de l'enceinte.

La tour du midi. Les structures internes du château, aussi bien que les arcades, sont en amphibolite verte d'origine océanique.

## Histoire
Le promontoire de Montjovet, le Mons Jovis des Romains, a représenté depuis l'Antiquité l'un des plus importants endroits stratégiques. Des restes remontant au Néolithique y ont été également retrouvés. Aussi bien les Romains que les Salasses l'ont utilisé pour des raisons de communication lumineuse et visuelle à distance.
Un document de 1250 indique Bermond de Montjovet comme le propriétaire du château. Les Montjovet (en bas latin, De Mongioveto) sont une famille noble épuisée, probablement liée aux Chenal, qui possédaient le château du même nom.
En 1261, les copropriétaires sont Philippe Bermond et Ébal Ier de Challant, à la suite d'un hommage féodal de la part d'Amédée V de Savoie.

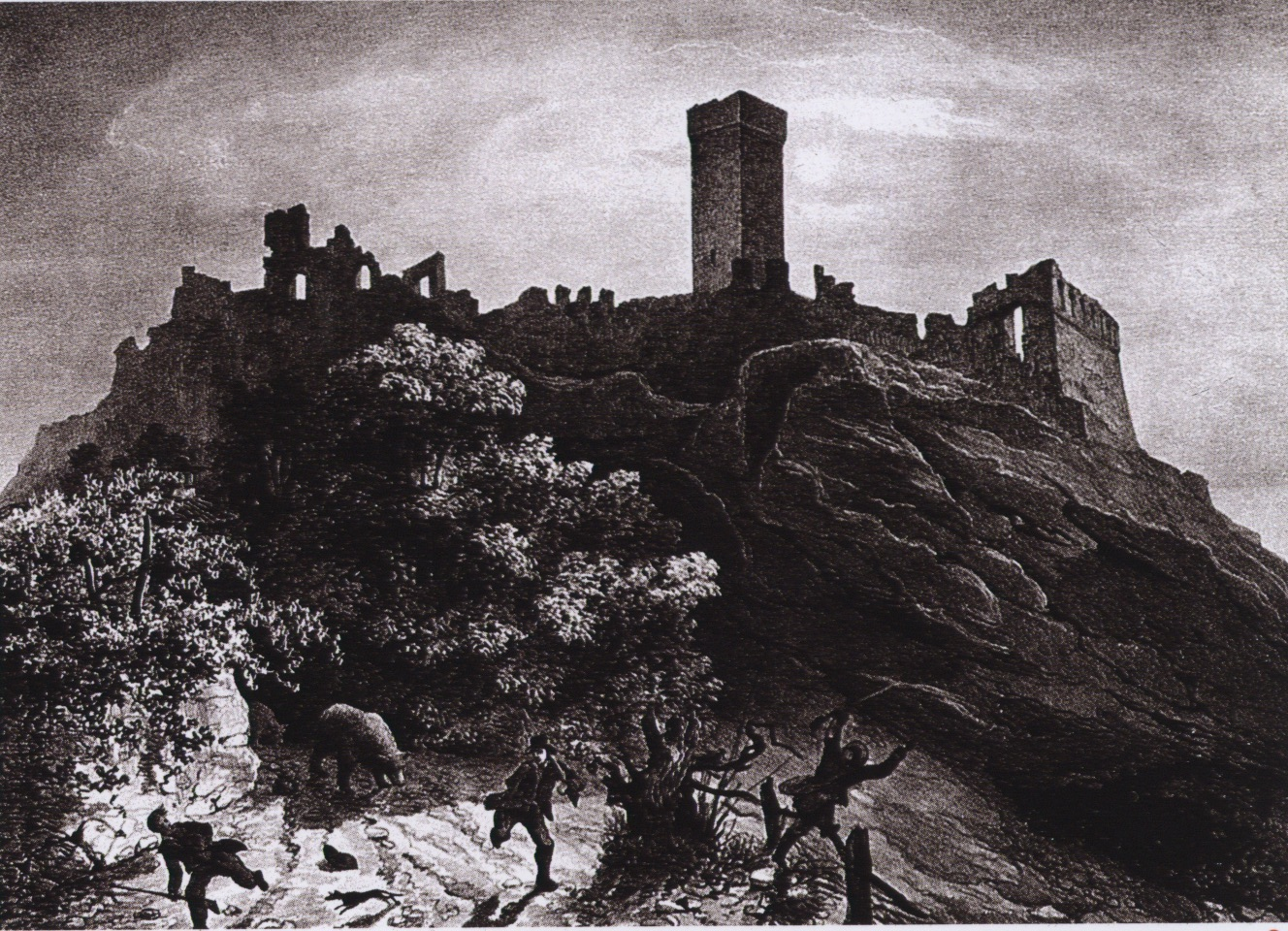
Lithographie du XIXe siècle par Henri Gonin.

La tour Saint-Germain a été construite entre le XIe et le XIIe siècle par les De Mongioveto pour le paiement des impôts de passage.
Les ducs de Savoie en sont devenus les propriétaires autour de 1270 : les Montjovet ont reçu en échange la seigneurie de Couasse au val Sangone.
Mais le fief de Montjovet est devenu par la suite le symbole de la montée au pouvoir de la famille de Challant lorsqu'en 1295 Ébal Ier, lieutenant d'Amédée V l'a reçu en échange de la vicomté d'Aoste.
En 1377, Ébal Ier y a renfermé pour un an l'évêque de Verceil Giovanni Fieschi pour le forcer à céder la seigneurie de Bielle au comte de Savoie.
François de Challant, conseiller du duc Amédée VIII de Savoie a rendu le fief à la maison de Savoie en 1438, lorsqu'il leur a cédé la tour, les terrains et le bourg de Montjovet.
Amédée VIII et ses successeurs ont sensiblement amélioré la structure de défense du château renforçant l'enceinte et ajoutant es petites tours et des canons.
Il a été abandonné en 1661 pour empêcher aux armées étrangères de s'y installer par la volonté de Charles-Emmanuel II de Savoie. La garnison fut déplacée au fort de Bard.
Il est en ruines depuis le début du XVIIIe siècle.
Il appartient aujourd'hui à la région autonome Vallée d'Aoste.

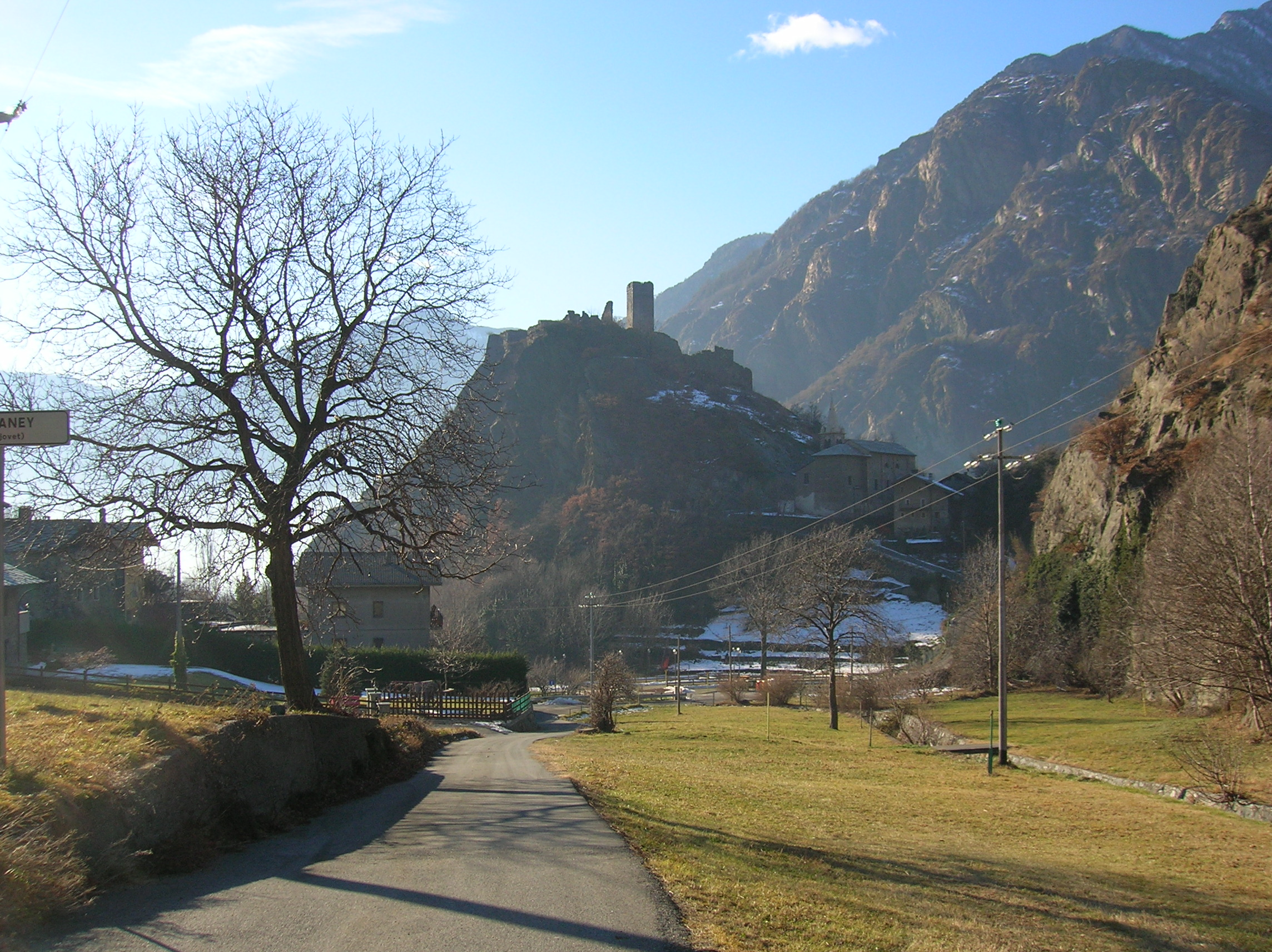
La tour Saint-Germain et son promontoire (côté nord).